# Eleição municipal de Pelotas em 1951
A Eleição municipal de 1951 em Pelotas ocorreu em outubro daquele ano. Os eleitores votaram para prefeito, vice e vereadores.

## Resultados

### Prefeito
| Resumo                       | Resumo | Resumo        |
| Candidatos                   | Votos  | %             |
| ---------------------------- | ------ | ------------- |
| Mário Meneghetti (PTB)       | 11.810 | 51,57 / 100,0 |
| Adolfo Fetter (PSD)          | 10.185 | 44,48 / 100,0 |
| Dirceu Castro (PSP)          | 825    | 3,60 / 100,0  |
| Francisco Simões Lopes (PRP) | 80     | 0,36 / 100,0  |
| Votos válidos                | 22.900 | 100,0 / 100,0 |

### Vice-Prefeito
| Resumo                    | Resumo | Resumo        |
| Candidatos                | Votos  | %             |
| ------------------------- | ------ | ------------- |
| Oscar Echenique (PTB)     | 11.299 | 49,22 / 100,0 |
| Waldemar Silva (PSD)      | 10.198 | 44,42 / 100,0 |
| Francisco Carvalho (PSP)  | 1.374  | 5,99 / 100,0  |
| Contreira Rodrigues (PRP) | 86     | 0,37 / 100,0  |
| Votos válidos             | 22.957 | 100,0 / 100,0 |